# John Macallan Swan
John Macallan Swan, né à Brentford le 9 décembre 1846 et mort le 14 février 1910, est un peintre et un sculpteur britannique.

## Biographie
John Macallan Swan naît à Brentford, Middlesex, le 9 décembre 1846. Il commence sa formation artistique en Angleterre dans les Worcester and Lambeth schools of art et dans les Royal Academy schools, puis la poursuit à Paris dans les ateliers de Jean-Léon Gérôme et d'Emmanuel Frémiet. Il expose pour la première fois à la Royal Academy en 1878. Son tableau, Le Fils Prodigue, acheté pour la Chantrey collection en 1889 (et maintenant dans la Tate Britain) a établi sa réputation en tant qu'artiste.
Il est élu membre associé de la Royal Academy en 1894, puis académicien en 1905. Il est nommé membre de l'Association hollandaise d'aquarelle en 1885. Il est élu membre associé de la Société royale des peintres d'aquarelle en 1896 et membre à part entière en 1899. Il remporte des médailles d'or de première classe pour la peinture et la sculpture à l'Exposition de Paris en 1900.

## Œuvre

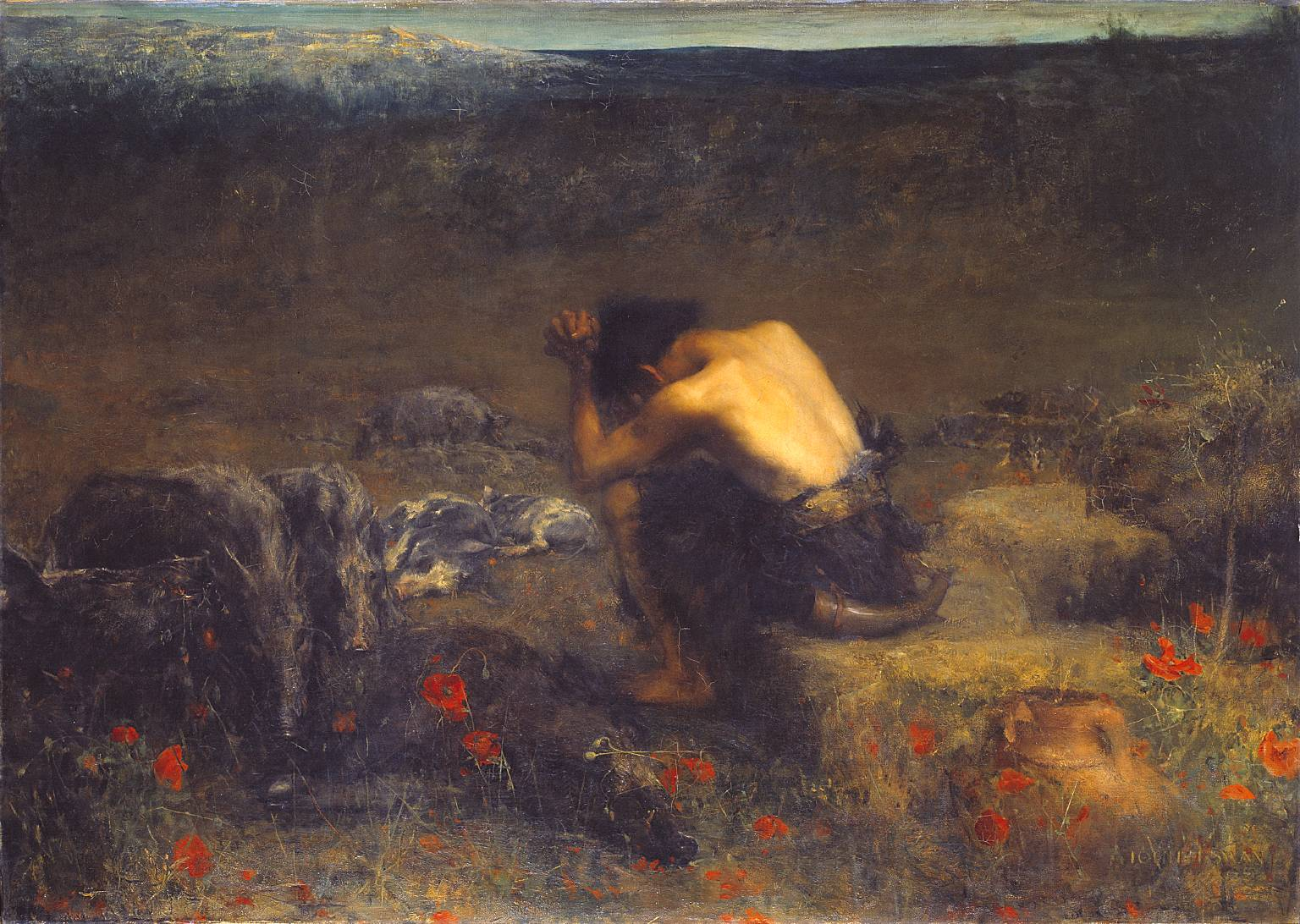
Le Fils prodigue, 1888

Maître dans les domaines de la peinture à l'huile, de l'aquarelle et du pastel, peintre accompli et dessinateur doué, il s'aligne aussi comme un sculpteur à l'habileté relevée, travaillant presque tous les matériaux possibles.  Il traite la figure humaine avec une remarquable puissance, mais c'est par ses représentations des grands animaux sauvages, surtout des félidés, qu'il établit sa réputation. Dans ce domaine il ne connaît pratiquement pas de rival.

### Peinture
Ses sujets en peinture à l'huile comprennent des animaux, des personnages et des paysages. Il se distingue par leur traitement massif et simple, et par des éléments dénotant une forte capacité d'imagination. Parmi ses œuvres remarquables :
- Ocelot et poisson
- Tigres
- Tigres buvant
- Léopards cingalais
- Lions
- Lionne défendant sa portée
- Ours polaire nageant

### Sculpture

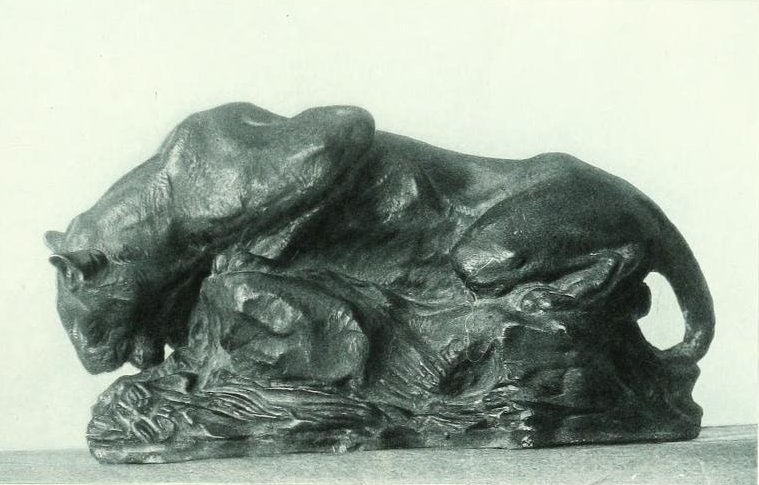
Une lionne buvant, 1894

Le modelé de son œuvre sculpté est direct, souple et naturaliste. Dans ce domaine, on le compare à Antoine-Louis Barye.  Parmi ses œuvres remarquables :
- Le Jaguar
- Puma et Ara
- Léopard blessé
- Léopard courant

## Collections
- Tate Britain[2]
- Musée d'Orsay [3]
- National Gallery of Victoria[4]
- Collection particulière, Paris, ancienne collection de la comtesse de Béhague, Léopards [5]